# 창원남산고등학교
창원남산고등학교(昌原南山高等學校)는 대한민국 경상남도 창원시 성산구 가음동에 위치한 공립 고등학교이다.

## 학교 연혁
- 1997년 3월 1일 : 창원남산고등학교 설립 인가
- 1997년 3월 1일 : 초대 우동효 교장 부임
- 1997년 3월 5일 : 개교 및 입학식 10학급 530명
- 2000년 2월 15일 : 제1회 졸업식(507명 졸업)
- 2000년 3월 1일 : 도교육청지정 특기ㆍ적성교육 시범학교 운영(~2002.02.28)
- 2002년 4월 26일 : 3학년 14개 교실 증축 준공
- 2005년 3월 1일 : 도교육청지정 수준별 이동수업 시범학교 운영(~2006.02.28)
- 2006년 3월 1일 : 도교육청지정 교육방송 시범학교 운영(~2008.02.29)
- 2018년 12월 18일 : 고교학점제 선도학교 교육부지정(2019.03.01 ~ 2022.02.28.)
- 2022년 12월 29일 : 제24회 졸업식 205명(졸업생 누계 9,284명)
- 2023년 3월 2일 : 제27회 입학식 8학급 (195명)
- 2023년 9월 1일 : 제15대 이성태 교장 부임

## 학교 동문
대표적으로 김민섭이 있음.

## 참고 자료
- 창원남산고등학교 - 한국교육학술정보원 학교알리미